# Hof ten Dormaal Barrel-aged Project
Hof ten Dormaal Barrel-aged Project is een reeks van Belgische bieren van hoge gisting, gerijpt op eiken vaten.
De bieren worden gebrouwen in Brouwerij Hof ten Dormaal te Tildonk. De reeks werd op de markt gebracht vanaf mei 2012, telkens in gelimiteerde edities. Brouwer André Janssens ging in Frankrijk, Duitsland, Italië en Spanje op zoek naar eikenhouten vaten waarin wijn, cognac en armagnac gezeten had. André's zoon vond in Portugal madeira-vaten. De jenever-vaten waren 20 jaar in gebruik in België, hadden voordien tientallen jaren gediend voor whisky en werden daarvoor gebruikt als wijnvaten. Er werden ook houten vaten gekocht die gebruikt waren voor aquavit, grappa, sauternes en whisky. Als basis werd een blond en een bruin bier gebrouwen van 12%, met maar een derde hop dan in de normale bieren van de brouwerij. Het bier werd telkens twee maanden gerijpt in de eikenhouten vaten alvorens gebotteld te worden in 75cl flessen (telkens gelimiteerd tussen 700 en 4000 flessen, afhankelijk van de grootte van het vat).

## Varianten
- Brew No 1 Jenever, blond bier met een alcoholpercentage van 12%
- Brew No 2 Cognac, blond bier met een alcoholpercentage van 12%
- Brew No 3 Madeira, blond bier met een alcoholpercentage van 12%
- Brew No 4 Armagnac, blond bier met een alcoholpercentage van 12%
- Brew No 5 Sherry, blond bier met een alcoholpercentage van 12%
- Brew No 6 Porto, blond bier met een alcoholpercentage van 12%
- Brew No 7 Ardbeg Whisky, blond bier met een alcoholpercentage van 12%
- Brew No 8 Sauternes, blond bier met een alcoholpercentage van 12%
- Brew No 9 Grappa, blond bier met een alcoholpercentage van 12%
- Brew No 10 Madeira, bruin bier met een alcoholpercentage van 12%
- Brew No 11 Armagnac, bruin bier met een alcoholpercentage van 12%
- Brew No 12 Ardbeg Whisky, bruin bier met een alcoholpercentage van 12%
- Brew No 13 Cognac, bruin bier met een alcoholpercentage van 12%